# Joni Turunen
Joni Touko Aapeli Turunen (Vantaa, 9 de abril de 1976) es un deportista finlandés que compitió en boxeo. Ganó dos medallas de bronce en el Campeonato Mundial de Boxeo Aficionado, en los años 1995 y 2001.

## Palmarés internacional
| Campeonato Mundial | Campeonato Mundial    | Campeonato Mundial | Campeonato Mundial |
| Año                | Lugar                 | Medalla            | Categoría          |
| ------------------ | --------------------- | ------------------ | ------------------ |
| 1995               | Berlín (Alemania)     | Medalla de bronce  | 51 kg              |
| 2001               | Belfast (Reino Unido) | Medalla de bronce  | 57 kg              |